# Croquefer

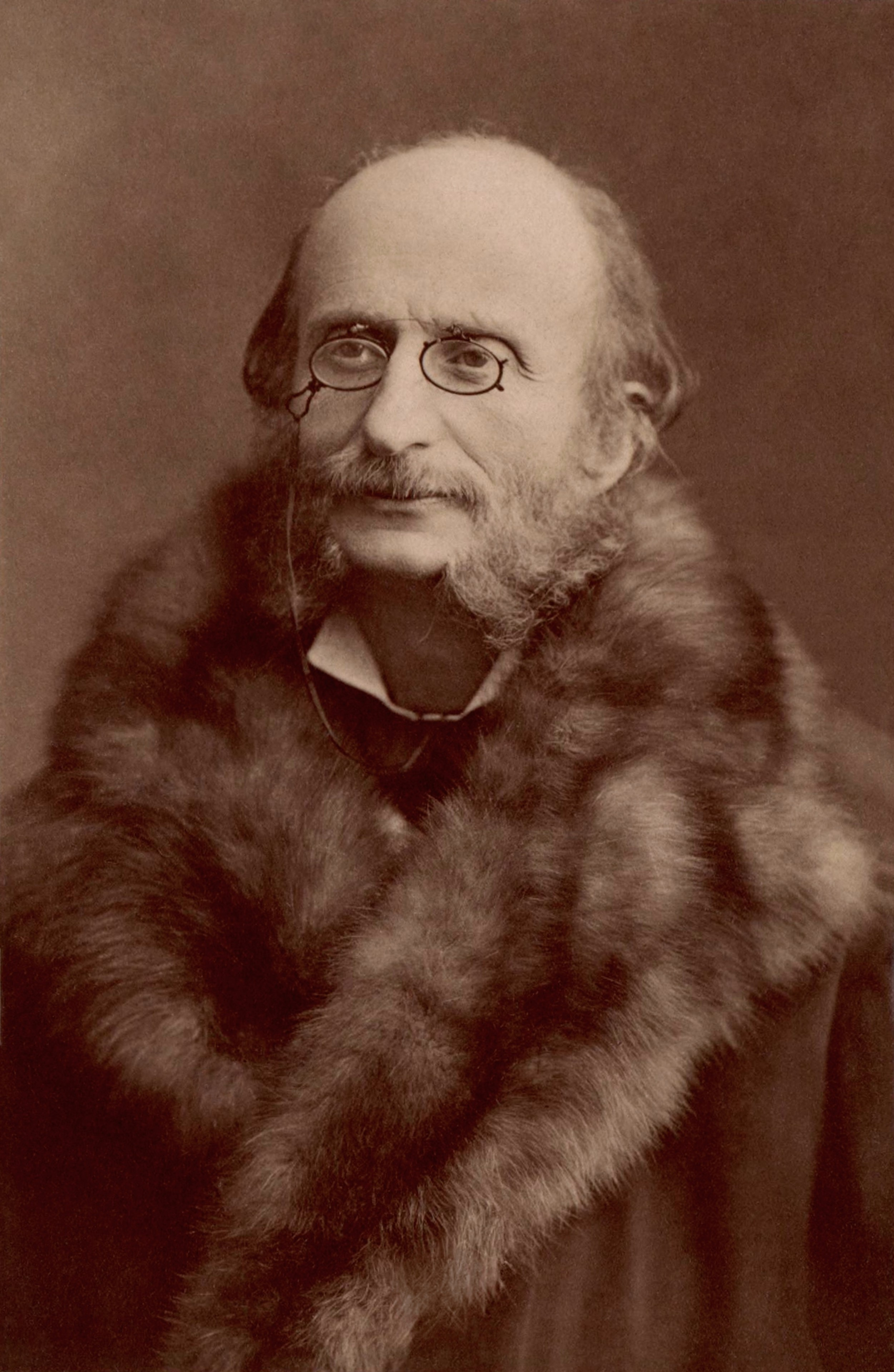
Jacques Offenbach

Croquefer, ou Le Dernier des paladins är en operett (opéra bouffe) i en akt med musik av Jacques Offenbach och libretto av Adolphe Jaime och Étienne Tréfeu.

## Historia
Operetten hade premiär den 12 februari 1857 på Théâtre des Bouffes Parisiens, Rue Monsigny, i Paris och blev en stor succé. Offenbachs tidiga operetter var småskaliga enaktare, då lagen i Frankrike begränsade musikaliska scenverk (operor undantagna) till enaktare med högst tre sångare och eventuellt några stumma karaktärer. Men författarna kringgick bestämmelserna genom att lägga till en karaktär som saknade tunga och därför endast kunde "sjunga" grymtande och skällande i kvintetten. I duetten gör Offenbach narr av Salle le Peletier, hemvist för Parisoperan, och citerar musik från operor av Meyerbeer, Donizetti och Halévy.
1864 sattes operetten upp i Wien (som Ritter Eisenfrass) och 1868 i London (som The Last of the Paladins). Redan den 1 juli 1857 hade emellertid operetten satts upp på St James's Theatre i London under Offenbachs andra visit till staden, arrangerad av hans svärfar John Mitchell. Vid det tillfället tog Offebach med sig hela teaterkompaniet, inklusive orkester, och framförde 19 olika verk varav 11 var av honom.

## Personer

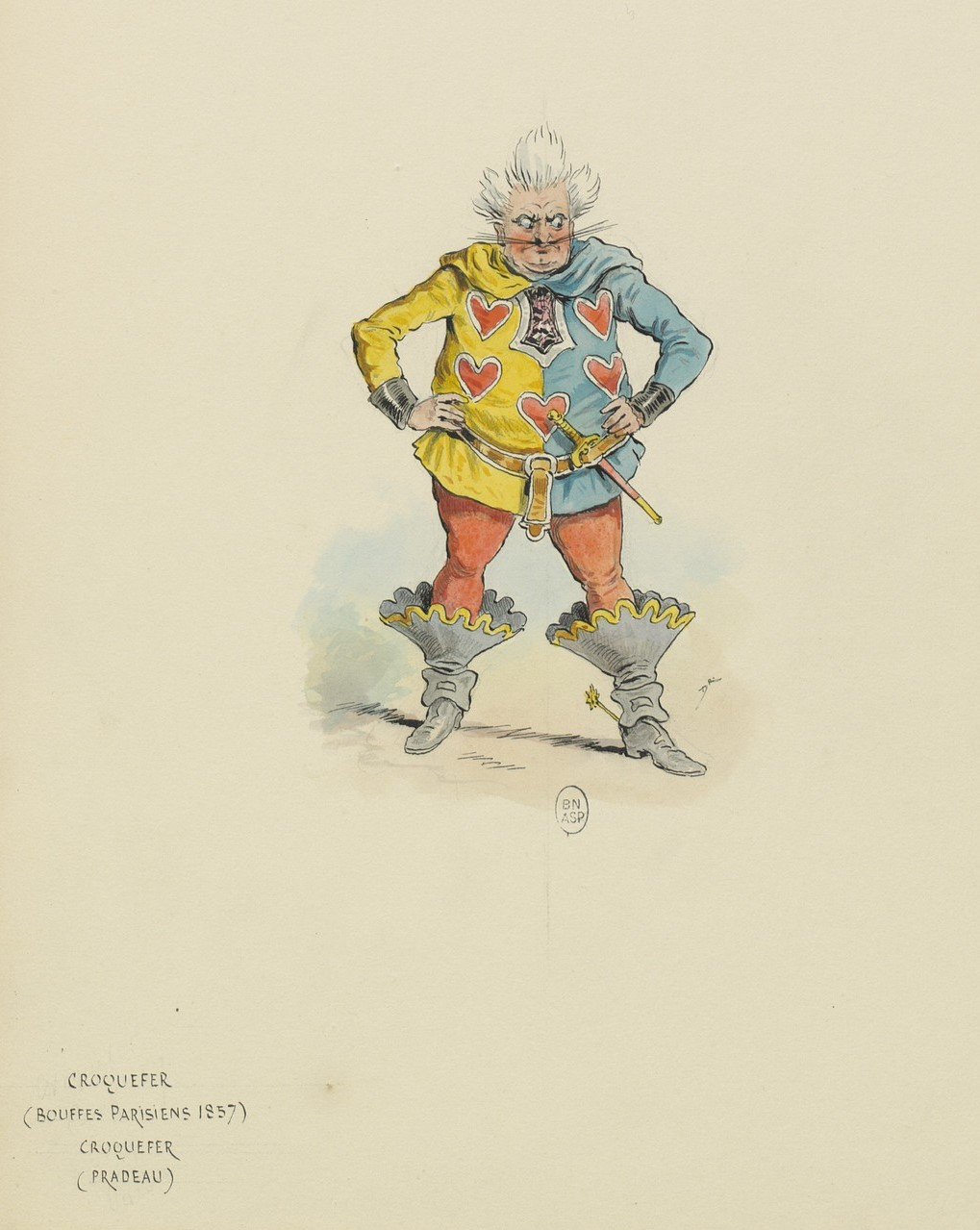
Étienne Pradeau som Croquefer.

| Roller                                                                                 | Röststämma | Premiärbesättning 12 februari 1857 (Dirigent: Jacques Offenbach) |
| -------------------------------------------------------------------------------------- | ---------- | ---------------------------------------------------------------- |
| Croquefer, en skrytsam och trolös riddare                                              | tenor      | Étienne Pradeau                                                  |
| Boutefeu, hans envise väpnare                                                          | tenor      | Léonce                                                           |
| Ramasse-ta-Tête, hans brorson; en andlig herre men dålig släkting                      | tenor      | Henri Tayau                                                      |
| Fleur-de-Soufre, en otursförföljd prinsessa som slutar som mördare                     | sopran     | Maréchal                                                         |
| Mousse-à-Mort, en vanställd riddare, far till Fleur-de-Soufre; återvänd från Palestina | tenor      | Michel                                                           |
| Kör: Vakter, vasaller och barnsoldater                                                 |            |                                                                  |

## Handling
I ett halvförstört slottstorn

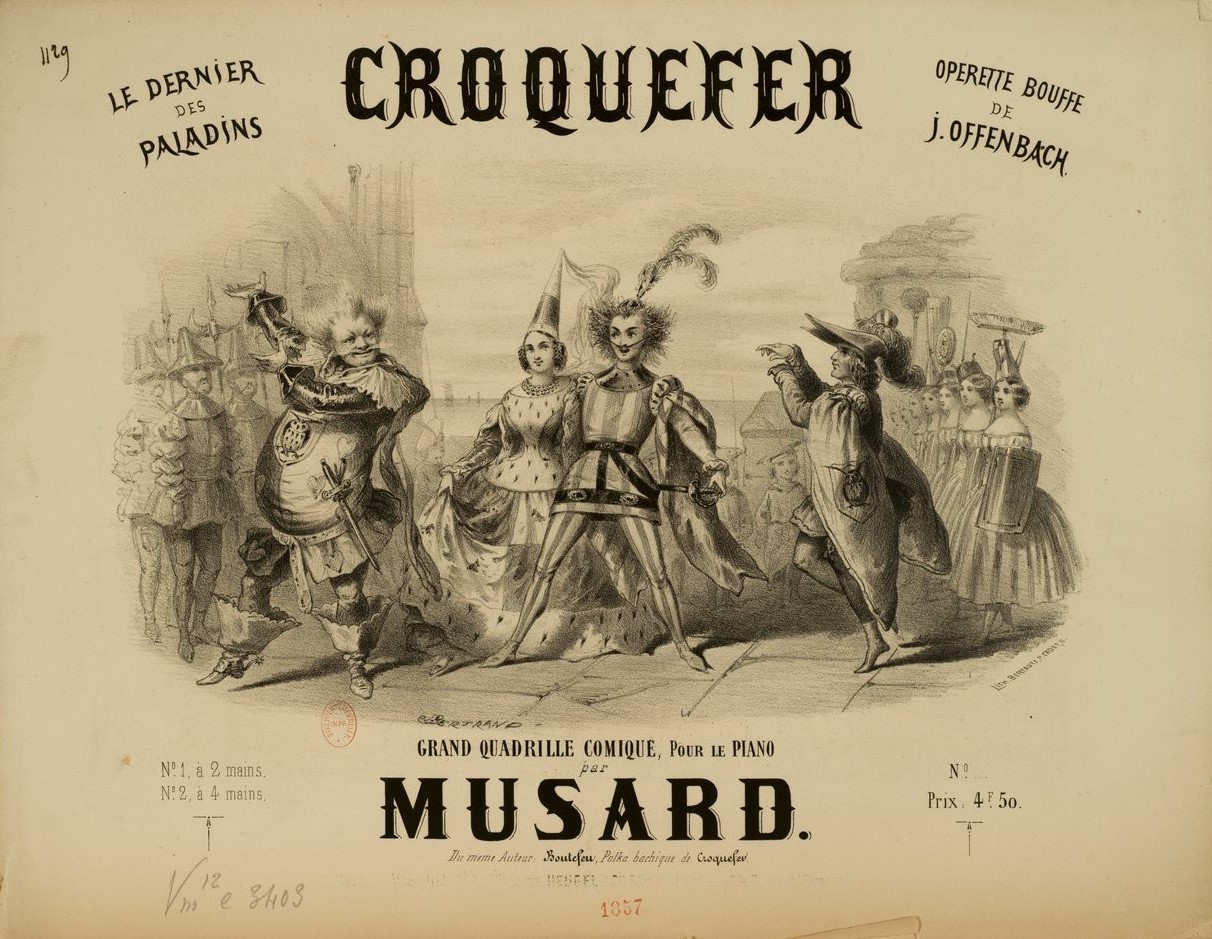
Croquefer

Riddaren Croquefers väpnare Boutefeu spanar över landsbygden genom ett teleskop. Croquefer klampar in efter att ha svalt sin sista sabel. Hans fiende Mousse-à-Mort närmar sig slottet med sex beväpnade män, förmodligen för att befria sin dotter Fleur-de-Soufre som Croquefer rovade bort för femton dagar sedan och som nu sitter inlåst i en smutsig cell. Kriget har ruinerat Croquefer och hans slott och han vill få ett slut på det. Trots att Mousse-à-Mort har förlorat de flesta av sina kroppsdelar i strid (inklusive tungan) är Croquefer fortfarande rädd för honom, och han vill sluta fred. Boutefeu ställer upp dockor av förklädd soldater för att ge intrycket att Croquefer ännu har en armé.
När Mousse-à-Mort (som använder tecken för att kommunicera) ändå utmanar honom kommer Croquefers brorson Ramasse-ta-Tête. Croquefer instruerar honom att vakta Mousse-à-Morts dotter.
Från cellen ropar Fleur-de-Souffre på Ramasse-ta-Tête och de sjunger en ironisk kärleksduett (med citat från välkända operor) och dansar. Boutefeu och Croquefer kommer in och förenar sig med dem.
När Mousse-à-Mort kommer in ger Croquefer honom två val: antingen ska Fleur-de-Soufre gifta sig med honom eller också kommer hon att dödas. Ovetande om detta planerar Boutefeu och Fleur-de-Soufre att servera förgiftat vin till sina plågoandar. Soldater lojala med Mousse-à-Mort gör entré och Ramasse-ta-Tête är villig att ge upp förutsett att han får gifta sig med Fleur-de-Soufre. Hon går med på det. Just som Croquefer och Mousse-à-Mort ska börja slåss gör sig det förgiftade vinet påmint med kollektiv diarré som resultat. De rusar ut från scenen för att snart återvända med Croquefers sabel och Mousse-à-Morts tunga intakt. Boutefeu överlämnar ett inkommet brev: Croquefer informerar publiken att kompositören och librettisterna har förvisats till anstalten Charenton.

## Musiknummer
- Ouvertyr

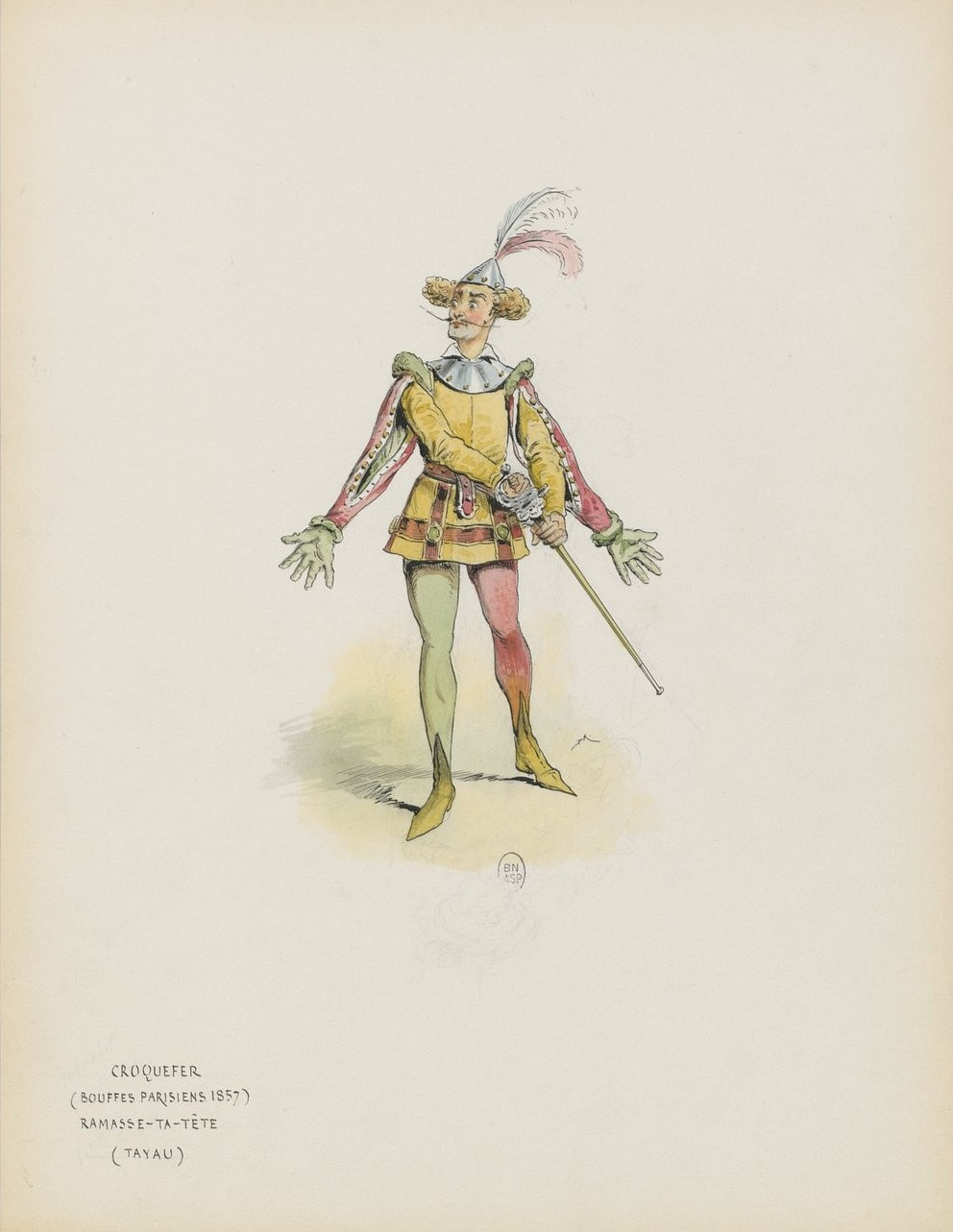
Henri Tayau som Ramasse-ta-Tête.

- Ballade: "Mon château qu'il est chic !"
- Trio: "Oui, c'est moi comme Mars en Carême"
- Duo: "Comment c'est vous, un gentilhomme !"
- Galopp: "Entends-tu le grelot"
- Chanson à boire: "A vos santés je bois"
- Marche
- Kvintett: "O ciel ! o ciel !"
- Final: "O vous tous qui m'écoutez"